# Театр Буфф-Паризьен
Театр Буфф-Паризье́н (фр. Théâtre des Bouffes-Parisiens) — музыкальный театр в Париже, основанный в 1855 году французским композитором Жаком Оффенбахом для постановки музыкально-сценических миниатюр и пантомим, а затем — исполнения оперетт.
До 1862 года Жак Оффенбах был директором, композитором, режиссёром и дирижёром этого театра.

## История
В 1855 году Жак Оффенбах получил лицензию на открытие в Париже собственного театра. Труппа театра впервые выступила на летней сцене 5 июля 1855 года в маленьком театре на Елисейских полях — этот день вошел в историю как день рождения оперетты. 28 июля 1855 года была открыта зимняя сцена — в пассаже Шуазёль, бывшем театре Конт.
Первыми постановками театра были актуальные для того времени пародийно-сатирические музыкальные буффонады Оффенбаха «Двое слепых» и «Деревенские скрипачи» (1855), которые принесли театру широкую популярность. В 1856 Оффенбах поставил в театре свои оперетты «Ба-та-клан» («китайская музыкальная безделушка»), «Почтальон — заложник», «Нянька» и др., в 1857 — оперетту «Крокефер». Лев Толстой после посещения театра записал в своём дневнике (запись за 6/18 марта 1857 года): «Пошёл в „Bouffes Parisiens“. Истинно французское дело. Смешно. Комизм до того добродушный и без рефлексии, что ему всё позволительно». До 1858 года в театре ставились преимущественно одноактные оперетты, так как авторам, писавшим для театра «Буфф-Паризьен», запрещалось выводить в своих пьесах более четырёх персонажей.
В 1858 году запрет был снят и состоялись премьеры многоактных спектаклей с любым количеством персонажей. Сначала была поставлена оперетта «Орфей в аду» Оффенбаха: античный миф об Орфее стал поводом для остроумной пародии на оперу традиционного типа и одновременно на буржуазно-аристократическое общество Второй империи. Оффенбах был превосходный театральный композитор — динамичный, жизнерадостный, блестящий и элегантный. По всеобщему признанию, именно он создал оперетту как художественное целое и определил важнейшие признаки жанра.
Затем были поставлены оперетты «Жоржетта» Геварта, «Роланд в Ронсевальском ущелье» Эрве и других. В репертуаре театра были также опера «Директор театра» Моцарта, бурлетта «Синьор Брускино, или Случайный сын» Россини, лирическая комедия Адана «Фиолетовые марионетки» и др.
В середине 1860-х годов финансовые затруднения и недружелюбное отношение прессы вынудили Оффенбаха покинуть театр Буфф-Паризьен.
В 1868—1879 годах театром руководил драматург Жюль Норьяк.

## Известные артисты
- Анна Жюдик
- Гортензия Шнейдер
- Андреа Паризи

Среди артистов театра также выделялись Бертелье, Прадо, Баш, Буффар, Дезире, Лежье и др.